# Stanislaus Klemme

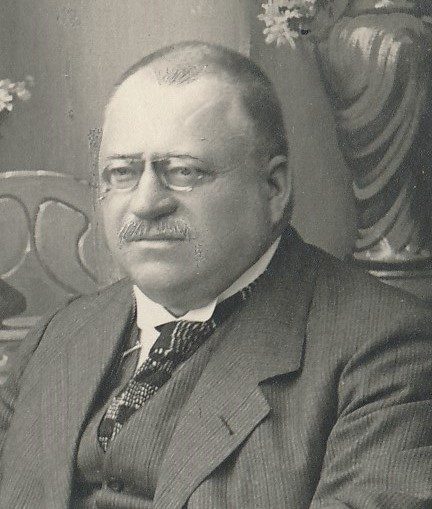
Stanislaus Klemme

Stanislaus Klemme (* 29. März 1857 in Posen; † 22. Oktober 1935 in Köln) war deutscher Bergassessor und Vorstand der Vereinigungsgesellschaft für Steinkohlenbau im Wurmrevier, nach der Fusion mit dem Eschweiler Bergwerks-Verein dessen Generaldirektor.

## Leben und Schaffen
Klemme wurde 1857 als das zweite von sechs Kindern des Rechtsanwaltes und Notars Wilhelm Klemme (1823–1886) geboren. Dessen Vorfahren waren ursprünglich Tuchhändler in Halle, Westfalen. Wilhelm Klemme konnte über ein Aeminga Stipendium in Greifswald Jura studieren und setzte seinen Referendardienst in Preußen fort, so dass die Familie sich später in Posen ansiedelte.
Im Zuge der Industrialisierung bot die Kohleförderung besonders gute Verdienstaussichten. Das kam dem pragmatischen Geist und technischen Interesse von Stanislaus Klemme entgegen, und so studierte er nach dem Abitur Bergbau. Nach dem zweiten Staatsexamen zum Bergassessor 1889 in Bonn war er zunächst in Sachsen-Anhalt und in Oberschlesien als Bergrat am Oberbergamt tätig.
1895 siedelte er nach Aachen um und arbeitete fortan für die Vereinigungsgesellschaft für Steinkohlenbau im Wurmrevier, zunächst als Betriebsdirektor, ab 1895 als Vorstandsmitglied. In dieser Funktion baute er die Gruben Laurweg, Gouley und Maria aus und gründete die Zeche Radbod mit. Als Pionier auf dem Gebiet des Schachtabteufens brachte er den ersten Schacht durch das Gefrierverfahren im Aachener Bezirk nieder. 1900 gründete er den Verein der Steinkohlenwerke des Aachener Bezirks e. V. Bergschule und war dessen Vorstand bis 1907 sowie später Vorsitzender des Kuratoriums der Bergschule. Er betrieb den Bau des neuen Bergschulgebäudes in Aachen und baute das Grubenrettungswesen in den Aachener Zechen aus. 1907 ging die Vereinigungsgesellschaft für Steinkohlebergbau im Wurmrevier durch Fusion in dem Eschweiler Bergwerksverein auf, der dann eine der größten Bergwerksgesellschaften Europas war. Klemme wurde als Generaldirektor des nunmehr vergrößerten Eschweiler Bergwerksvereins bestellt und blieb dies bis zum Ende seines Berufslebens.
Zur damaligen Zeit war es üblich, dass Direktoren auch in den Gremien der berufsständischen Gewerkschaften vertreten waren. So wurde Klemme in den Aufsichtsrat der Bergwerksgesellschaft Trier berufen sowie in den Grubenvorstand der Gewerkschaft Diergardt-Mevissen. Schließlich war er auch kurze Zeit politisch aktiv, und zwar von 1905 bis 1907 als Abgeordneter des Rheinischen Provinziallandtages.
Als Anerkennung für seine Lebensleistung wurde in Bockum-Hövel die Klemmestrasse nach ihm benannt sowie in Aldenhoven, dem Sitz des Eschweiler Bergwerksvereins, wahrscheinlich auch die Stanislaus-Klemme-Straße. Ferner wurde ihm der Dr. ing. honoris causa verliehen sowie der Titel des Kommerzienrates.

## Familie
Stanislaus Klemme heiratete spät und hatte keine Kinder. Von seinen fünf Geschwistern hatte nur sein älterer Bruder, Paul Klemme (1854–1931), ein Kind, das die Familienlinie fortsetzte. Paul Klemme hatte Jura studiert und wurde königlicher Regierungsrat in der preußischen Verwaltung Aachens sowie Direktor des Aachener Vereins zur Beförderung der Arbeitsamkeit. Dessen Sohn Kurt Klemme (1890–1965) absolvierte unter finanzieller Förderung von Stanislaus Klemme die Ausbildung zum Bergassessor, unterbrochen jedoch durch den Frontdienst im Ersten Weltkrieg.
Von 1920 bis 1956 war Kurt Klemme bei der Hoesch AG tätig. Ab 1935 war er Leiter der Zechen Kaiserstuhl, Radbod sowie Fürst Leopold-Baldur, und in der Nachkriegszeit gestaltete er als Vorstandsmitglied der Hoesch Bergwerks AG den Wiederaufbau mit. Auch auf ihn wird in der Namensgebung der Klemmestrasse in Hamm Bezug genommen. Dessen beide Söhne waren ebenso Bergassessoren, und zwar im Kalibergbau und in der Öl- und Gasförderung.